# اسکی‌باز (فیلم)
اسکی‌باز اولین فیلم بلند سینمایی فریدون نجفی است که در سال ۱۳۹۶ در ارتفاعات زردکوه بختیاری ساخته شد. این فیلم نگاهی انسانی و عاطفی به زندگی کودکان و نوجوانان دارد و به نقد چالش‌های اجتماعی و تربیتی در این زمینه می‌پردازد.
فیلم اسکی باز با دریافت هفت پروانه زرین، پر افتخارترین و بهترین فیلم سینمایی سی امین جشنواره بین‌المللی فیلمهای کودکان و نوجوانان ایران شد.

## خلاصهٔ داستان
بز کوهی که به روستاه پناه آورده، قرار است قربانی یک رسم محلی شود، جولی پسربچه ای است که تا عصر، قبل از مسابقه اسکی، فرصت دارد او را نجات دهد.

## جوایز

### آکادمی فیلم آسیاپاسیفیک استرالیا
نامزد جایزه بهترین فیلم جوانان آسیا پاسیفیک ۲۰۱۷(اسکار آسیا)

### پروانه‌های زرین
سینمایی اسکی باز(The Skier) رکورد دار جوایز اصلی جشنواره، با دریافت هفت پروانه زرین در دو بخش بین‌الملل و سینمای ایران، بهترین فیلم سی امین جشنواره بین‌المللی کودکان و نوجوانان شد
درخشش این فیلم با هفت پروانه زرین در تاریخ جشنواره بی‌سابقه بوده‌است.
جوایز کسب شده به شرح زیر می‌باشد
در بخش بین‌الملل:
- پروانه زرین، دیپلم افتخار و جایزه بهترین فیلم سینمایی
- پروانه زرین، دیپلم افتخار و جایزه بهترین کارگردانی
- پروانه زرین، دیپلم افتخار و جایزه بهترین بازیگر کودک
- پروانه زرین، دیپلم افتخار و جایزه بهترین بازیگر از نگاه داوران کودک و نوجوان

در بخش سینمای ایران:
- پروانه زرین، دیپلم افتخار و جایزه بهترین فیلم سینمایی
- پروانه زرین، دیپلم افتخار و جایزه بهترین کارگردانی
- پروانه زرین، دیپلم افتخار و جایزه بهترین بازیگر کودک

### جشنواره بین‌المللی فیلم المپیا یونان
برنده جایزه بهترین فیلم سینمایی از بیست و یکمین جشنواره بین‌المللی فیلم المپیا یونان

### جشنواره بین المللی فیلم زنگبار
جایزه نقره ای «دهو» بهترین فیلم سینمایی از بیست و دومین جشنواره فیلم زنگبار تانزانیا

### جشنواره بین المللی فیلمهای ورزشی
تندیس و جایزه بهترین فیلمنامه از دوازدهمین جشنواره بین المللی فیلمهای ورزشی

### حضور بین‌المللی
- منتخب سی و هشتمین جشنواره بین‌المللی فیلم کمبریج انگلستان[۱۰]
- منتخب جشنواره یونیورسال جهانی کودک ترکیه
- منتخب جشنواره بین‌المللی فیلم أیرلند[۱۱]
- منتخب بیست یکمین جشنواره بین‌المللی فیلم المپیا یونان
- منتخب جشنواره بین‌المللی فیلم بیروت
- منتخب جشنواره فیلمهای ایرانی لندن
- منتخب جشنواره فیلم زوریخ سوئیس
- منتخب جشنواره فیلم کلکته هندوستان
- منتخب جشنواره بین المللی فیلم شارجه امارات
- منتخب جشنواره بین المللی فیلم های ورزشی میلان، ایتالیا